# Emmy Noether

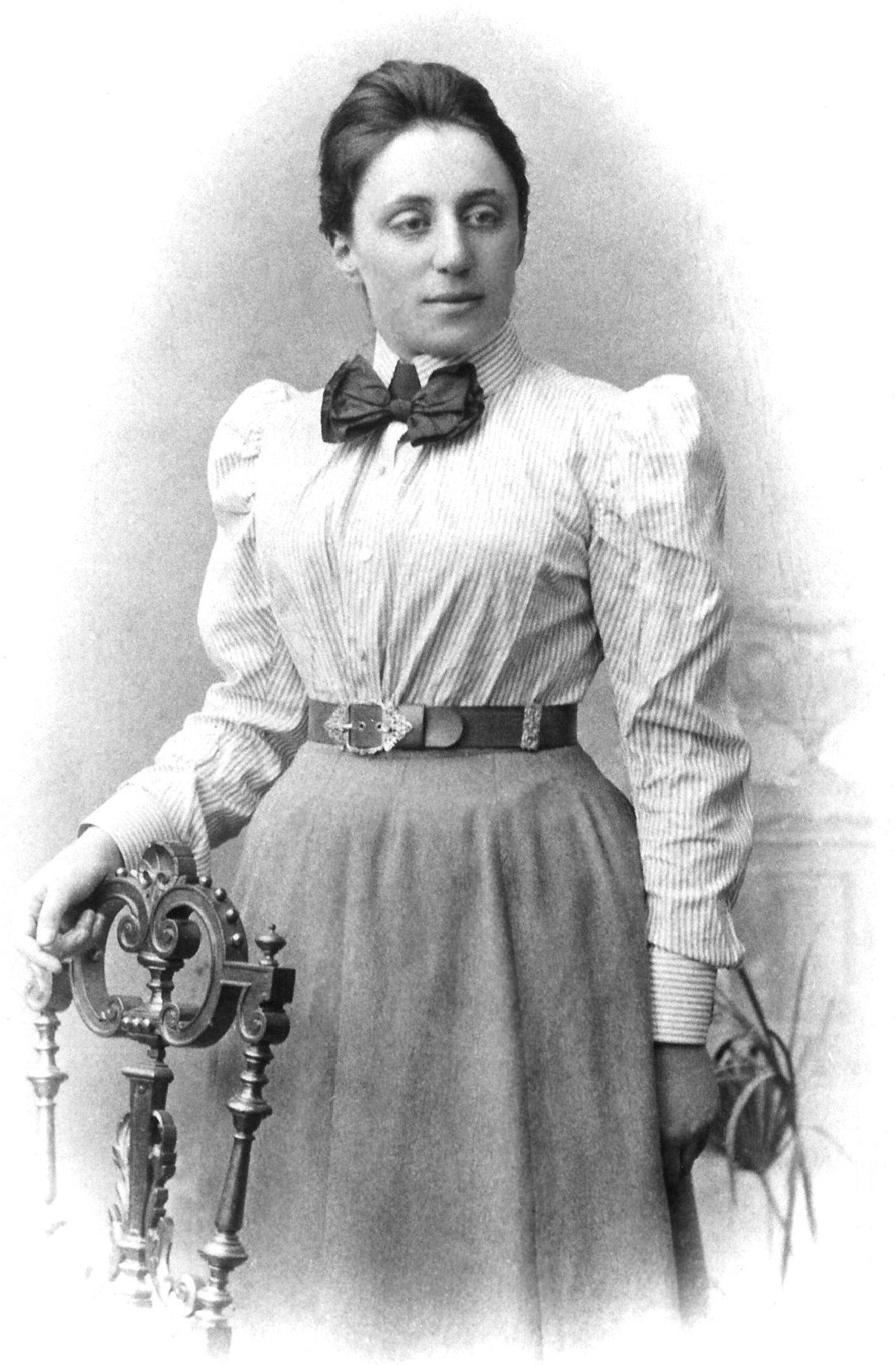
Porträt von Emmy Noether, vor 1910

Amalie Emmy Noether (* 23. März 1882 in Erlangen, Königreich Bayern; † 14. April 1935 in Bryn Mawr, Pennsylvania) war eine deutsche Mathematikerin mit bayerischer Staatsangehörigkeit, die grundlegende Beiträge zur Abstrakten Algebra und zur Theoretischen Physik lieferte. Insbesondere revolutionierte sie die Theorie der Ringe, Körper und Algebren. Das von ihr formulierte Noether-Theorem verbindet Symmetrien von physikalischen Naturgesetzen mit der Existenz von zugehörigen Erhaltungsgrößen.

## Leben

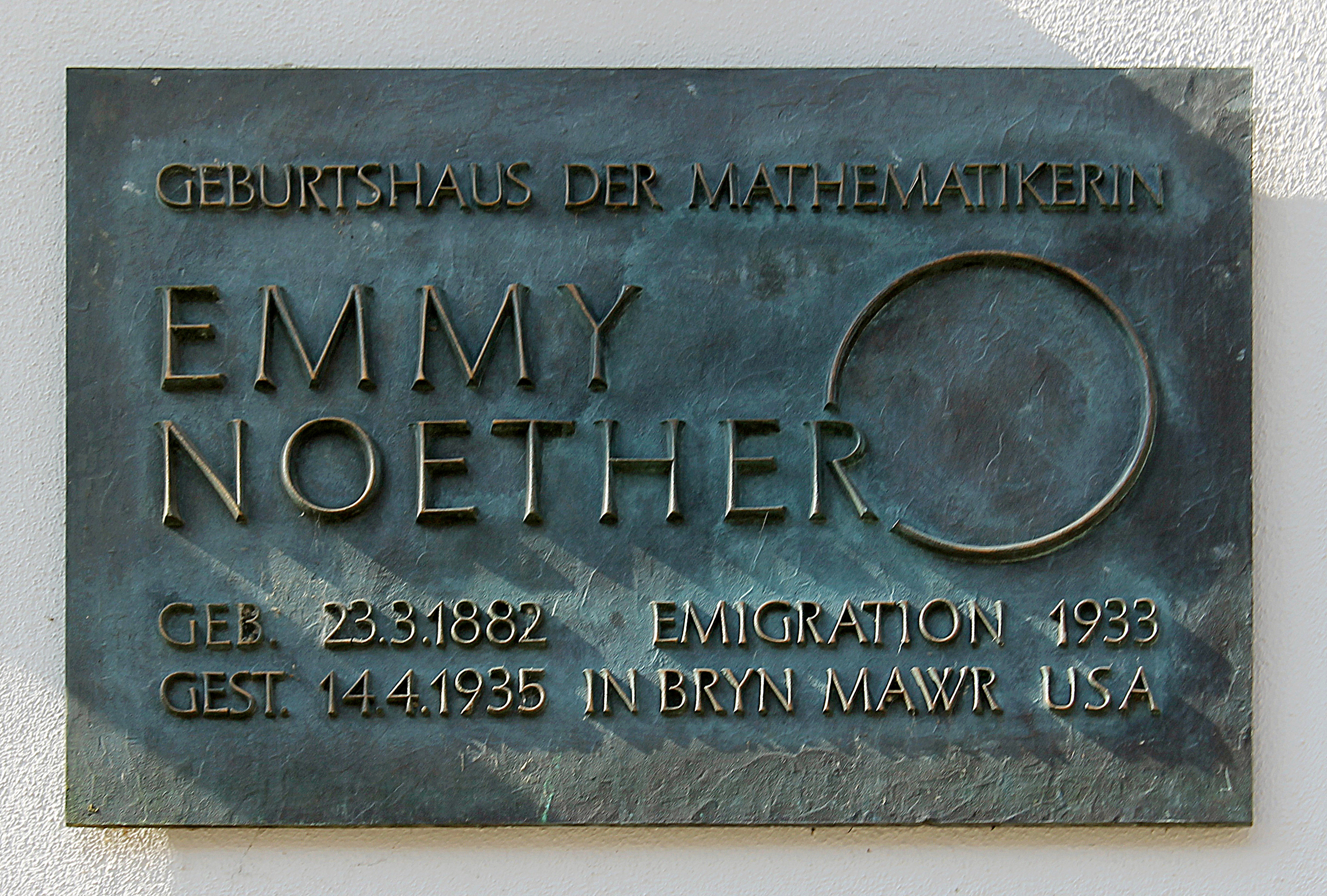
Gedenktafel am Geburtshaus in Erlangen

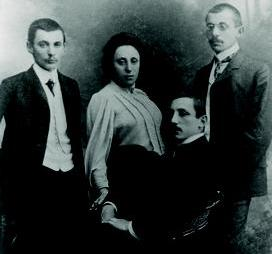
Emmy Noether und ihre Brüder Alfred, Fritz und Robert

Emmy Noethers Eltern waren Max und Ida Noether. An ihrem Geburtshaus in der Erlanger Hauptstraße 23 erinnert eine Tafel an die Familie. Ihr Vater Max Noether hatte einen Lehrstuhl für Mathematik an der Universität Erlangen inne. Emmy wuchs mit drei jüngeren Brüdern auf; einer davon, Fritz Noether, wurde ebenfalls Mathematiker. Emmys Familie gehörte zum liberalen Judentum, für das es selbstverständlich war, auch Töchtern eine gute Ausbildung zu verschaffen. Mit Geburt erwarb sie die bayerische Staatsangehörigkeit.
Emmy Noether besuchte von 1889 bis 1897 die Städtische Höhere Töchterschule, die in diesen Jahren im Lynckerschen Palais in der Friedrichstraße 35 in Erlangen untergebracht war; der Besuch eines Gymnasiums war Mädchen zu dieser Zeit in Bayern nicht erlaubt. Nach dem damaligen Lehrplan wurden an der Höheren Töchterschule nur elementare Kenntnisse in vielen Fächern vermittelt; insbesondere wurden kein Latein, keine Naturwissenschaften und nur elementare Inhalte der Mathematik unterrichtet. Eine Vorbereitung auf das Abitur gab es auch nicht; die Schulbildung endete mit der 10. Klasse.
Im April 1900 legte Emmy Noether die Staatsprüfung zur Lehrerin der englischen und französischen Sprache an Mädchenschulen in Ansbach ab. Noethers Biografen David E. Rowe und Mechthild Koreuber gehen davon aus, dass Emmy Noether diese Staatsprüfung nicht mit der Absicht zu unterrichten ablegte:
Sie folgte vielmehr dem Vorbild ihrer Französischlehrerin und beantragte mit Unterstützung ihres Vaters die Erlaubnis, sich als Gasthörerin an der Universität Erlangen zu immatrikulieren. Dort belegte sie in den folgenden drei Jahren Kurse in Mathematik, aber auch in Geschichte, Romanischen Sprachen und Archäologie.
Außerdem bereitete sie sich auf die Abiturprüfung vor, wobei ihre Familie sie unterstützte, indem sie Privatunterricht für sie bezahlte. Während Emmy Noethers Bruder Fritz seine Abiturprüfung 1903 am humanistischen Gymnasium Fridericianum Erlangen ablegen konnte, war dies für Emmy als Mädchen nicht möglich. Stattdessen beantragte sie, in Nürnberg als Externe am Königlichen Realgymnasium die Abiturprüfung ablegen zu können, die sie im Juli 1903 bestand.

### Studium und Forschung in Erlangen
Obwohl 1903 Frauen erstmals an bayerischen Universitäten zum Studium zugelassen wurden, was auch Emmy Noether die Immatrikulation an der Universität Erlangen erlaubte, ging sie zunächst an die Universität Göttingen, kehrte nach einem Semester jedoch wieder zurück nach Erlangen. Im Wintersemester 1904 schrieb sie sich an der Universität in Erlangen ein, wo sie die nächsten vier Jahre Mathematik studierte.
Ihr Studium schloss sie 1907 mit einer Promotion über die Invariantentheorie bei Paul Gordan mit der Note summa cum laude ab. Sie war damit die zweite Deutsche, die an einer deutschen Universität in Mathematik promoviert wurde.
Nach ihrer Promotion blieb Emmy Noether zunächst an der Universität in Erlangen, wo sie ihre Mathematikstudien fortsetzte und auf inoffizieller Basis ihren Vater Max Noether und Paul Gordan, die beiden Mathematikprofessoren in Erlangen zu der Zeit, unterstützte. Obwohl Emmy Noether sogar Doktoranden betreute, hatte sie keinen offiziellen Status an der Universität und erhielt auch keine Bezahlung, da bezahlte Postdoc-Stellen ihren männlichen Kollegen vorbehalten waren. Bis zu Gordans Tod im Jahr 1912 arbeitete Emmy Noether weiterhin im Gebiet der Invariantentheorie, dem Fachgebiet von Paul Gordan und Thema ihrer Dissertation. Sie veröffentlichte auch zwei größere Artikel in der mathematischen Fachzeitschrift Crelles Journal dazu, bevor sie sich anderen mathematischen Themen zuwandte.
1908 wurde sie Mitglied des Circolo Matematico di Palermo, 1909 trat sie der Deutschen Mathematiker-Vereinigung bei.

### Forschung und Habilitation in Göttingen

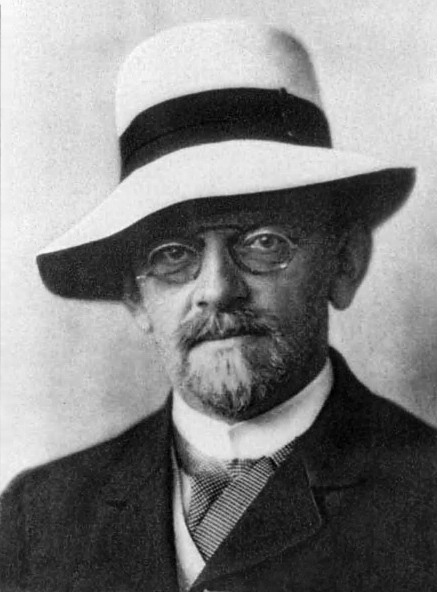
David Hilbert

1915 wurde Emmy Noether von Felix Klein und David Hilbert an die Georg-August-Universität Göttingen eingeladen, um sie dort bei ihren Forschungen zu unterstützen und möglicherweise dort auch zu habilitieren. Göttingen galt zu dieser Zeit als das führende mathematische Zentrum in der Welt. Durch Klein und Hilbert ermutigt, stellte Noether am 20. Juli 1915 einen Antrag auf Habilitation in Göttingen. Dieser Antrag war ein mutiger Schritt, denn damit würde Emmy Noether die erste weibliche Fakultätsangehörige an einer deutschen Universität.
Der Antragstellung folgten intensive kontroverse Diskussionen in der Fakultät, bei denen sich viele Fakultätsangehörige grundsätzlich gegen eine Habilitation von Frauen aussprachen. Letztlich konnten sich aber Hilbert und Klein durchsetzen; berühmt wurde die in diesem Zusammenhang gefallene Äußerung Hilberts, „eine Fakultät sei doch keine Badeanstalt“.
Da die Habilitation von Frauen an preußischen Universitäten durch einen Erlass vom 29. Mai 1908 untersagt war, stellte die Mathematisch-naturwissenschaftliche Abteilung der Philosophischen Fakultät der Universität zu Göttingen am 26. November 1915 einen offiziellen Antrag an den preußischen Minister: „Eure Exzellenz bittet die mathematisch-naturwissenschaftliche Abteilung der philosophischen Fakultät der Göttinger Universität ehrerbietigst, ihr im Falle des Habilitationsgesuches von Fräulein Dr. Emmy Noether (für Mathematik) Dispens von dem Erlaß des 29. Mai 1908 gewähren zu wollen, nach welchem die Habilitation von Frauen unzulässig ist“. Explizit wurde hinzugefügt, dass es keinesfalls um Aufhebung des Habilitationsverbots für Frauen gehe, sondern nur um eine einmalige Ausnahmegenehmigung für Emmy Noether: „Unser Antrag zielt auch nicht dahin, um Aufhebung des Erlasses vorstellig zu werden; sondern wir bitten nur um Dispens für den vorliegenden einzigartig liegenden Fall“.
In der abschlägigen Antwort des Ministers vom 5. November 1917 hieß es:

„Die Zulassung von Frauen zur Habilitation als Privatdozent begegnet in akademischen Kreisen nach wie vor erheblichen Bedenken. Da die Frage nur grundsätzlich entschieden werden kann, vermag ich auch die Zulassung von Ausnahmen nicht zu genehmigen, selbst wenn im Einzelfall dadurch gewisse Härten unvermeidbar sind. Sollte die grundsätzliche Stellungnahme der Fakultäten, mit der der Erlaß vom 29. Mai 1908 rechnet, eine andere werden, bin ich gern bereit, die Frage erneut zu prüfen.“

Hilbert erreichte zumindest einen Kompromiss mit dem Ministerium, so dass er ab dem Wintersemester 1916/17 Veranstaltungen unter seinem Namen „mit der Unterstützung von Frl. Dr. Noether“ anbieten konnte. De facto hielt Emmy Noether diese Veranstaltungen, die sich mit fortgeschrittenen Themen aus der Algebra befassten, allein ab.
Seit 1916 war Emmy Noether in Kontakt mit Albert Einstein, denn sie arbeitete mit Hilbert an verschiedenen Problemen, die mit Einsteins Relativitätstheorie zusammenhingen. 1918 veröffentlichte Noether ihren heute berühmten Beitrag zur Relativitätstheorie, Invariante Variationsprobleme, in dem sie zwischen verschiedenen Erhaltungsgesetzen in der Theoretischen Physik unterscheidet.
Nach dem Ersten Weltkrieg und dem Zusammenbruch des Kaiserreichs 1918 kam es in der Weimarer Republik zu einer allgemeinen rechtlichen Besserstellung der Frauen. Neben dem Wahlrecht wurde auch die Habilitationsordnung so geändert, dass auch Frauen zur Habilitation zugelassen werden konnten. So konnte sich Emmy Noether 1919 als erste Frau in Deutschland in Mathematik habilitieren. Als Habilitationsschrift reichte sie ihre Forschungsarbeit zu den invarianten Variationsproblemen ein.
Durch die Habilitation hatte Emmy Noether nun den Status einer (unbezahlten) Privatdozentin. Erst 1922 erhielt sie auf Antrag der Mathematisch-naturwissenschaftlichen Abteilung der Universität den Titel „nicht beamteter außerordentlicher Professor“, was allerdings ebenso wenig mit einer Bezahlung verbunden war.
Sie war damit die erste Frau in Deutschland, die eine (nichtbeamtete) Professur innehatte.
Erst 1923 erhielt sie ihren ersten (sehr gering) bezahlten Lehrauftrag, der auch jedes Semester neu beantragt werden musste. Eine ordentliche Professur erhielt sie nie, im Gegensatz zu ihrem mathematisch weniger bedeutenden jüngeren Bruder Fritz, der bereits 1922 ordentlicher Professor wurde. Bis zur Hyperinflation im selben Jahr lebte sie sehr sparsam von einer Erbschaft.

### Forschung und Lehre in Abstrakter Algebra

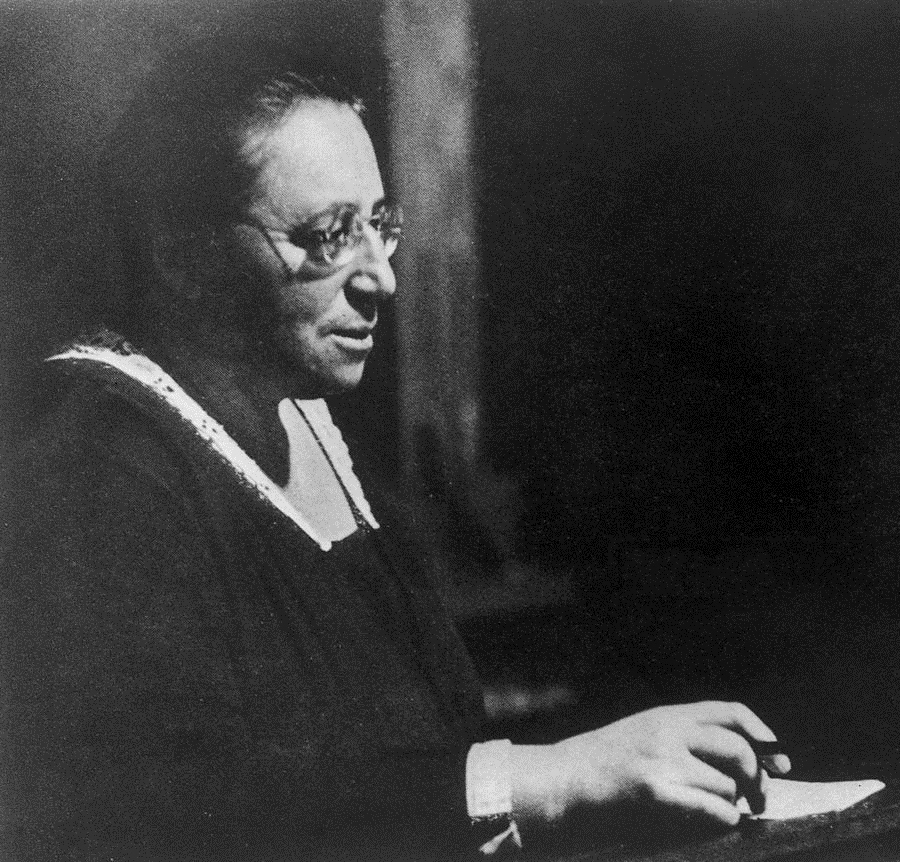
Emmy Noether, ca. 1930

1920 begann Emmy Noether ihre Arbeiten in Abstrakter Algebra, das Forschungsgebiet, für das sie in der Nachwelt die größte Bekanntheit erreichte. Der Mathematikhistoriker Israel Kleiner schreibt, dass Noether sich mit der kompletten Bandbreite der Themen aus der Algebra des 19. und 20. Jahrhunderts beschäftigte. Bedeutend sei in diesem Zusammenhang, dass Emmy Noether den kompletten Themenbereich so transformierte, dass sie eine neue algebraische Tradition begründete, die Abstrakte bzw. Moderne Algebra.
1920 veröffentlichte Noether gemeinsam mit W. Schmeidler einen Aufsatz über Idealtheorie, in der sie Linksideale und Rechtsideale in einem Ring definierten. Im folgenden Jahr veröffentlichte Noether den Aufsatz Idealtheorie in Ringbereichen. Diese Veröffentlichung führte dazu, dass im Folgenden Moduln und Ringe, wenn sie keine unendliche Schachtelung von immer größeren Unterstrukturen enthalten können, als „noethersch“ bezeichnet werden; auch verschiedene andere mathematische Objekte werden als „noethersch“ bezeichnet.
Noethers Einfluss auf die Entwicklung der Modernen Algebra ging über ihre eigene Forschung hinaus: So betreute sie eine Reihe von Doktoranden und scharte eine Zahl von jungen Mathematikern um sich, die von ihrer Lehre profitierten und ihre Ideen aufgriffen und weiterentwickelten. In Göttingen betreute sie u. a. Grete Hermann, ihre erste Doktorandin, die 1925 promovierte, sowie Max Deuring, Hans Fitting und Zeng Jiongzhi. Weitere Mathematiker mit denen sie zusammenarbeitete waren B. L. van der Waerden, dessen Publikation Moderne Algebra eine grundlegende Einführung in dieses Forschungsgebiet darstellte. Ähnliches gilt für den japanischen Mathematiker Kenjiro Shoda, dessen Lehrbuch Abstract Algebra 1932 veröffentlicht und mehrmals nachgedruckt wurde.

### Gastprofessuren und Anerkennungen
1928/29 übernahm Emmy Noether eine Gastprofessur in Moskau, 1930 eine in Frankfurt am Main. Bei ihrer Rückkehr aus der Sowjetunion äußerte sie sich sehr positiv über die dortige Lage, weshalb ihr die Nationalsozialisten später unterstellten, eine Kommunistin zu sein.
Sie bekannte sich zum Pazifismus und war von 1919 bis 1922 Mitglied der USPD, danach bis 1924 Mitglied der SPD.
1932 erhielt sie zusammen mit Emil Artin den Ackermann-Teubner-Gedächtnispreis für ihre wissenschaftlichen Leistungen, vor der Stiftung der Fields-Medaille die höchste Auszeichnung, die in Deutschland für mathematische Leistungen vergeben wurde.
Im September 1932 hielt Emmy Noether einen Plenarvortrag auf dem Internationalen Mathematikerkongress in Zürich über Hyperkomplexe Systeme und ihre Beziehungen zur kommutativen Algebra und zur Zahlentheorie. Der Kongress wurde von 800 Personen besucht, darunter Mathematiker wie Hermann Weyl, Edmund Landau und Wolfgang Krull sowie eng mit Noether verbundene Algebraiker wie Olga Taussky, Helmut Hasse und Bartel Leendert van der Waerden. Der Kongress wird gelegentlich als der Höhepunkt von Noethers mathematischer Karriere bezeichnet.

### USA

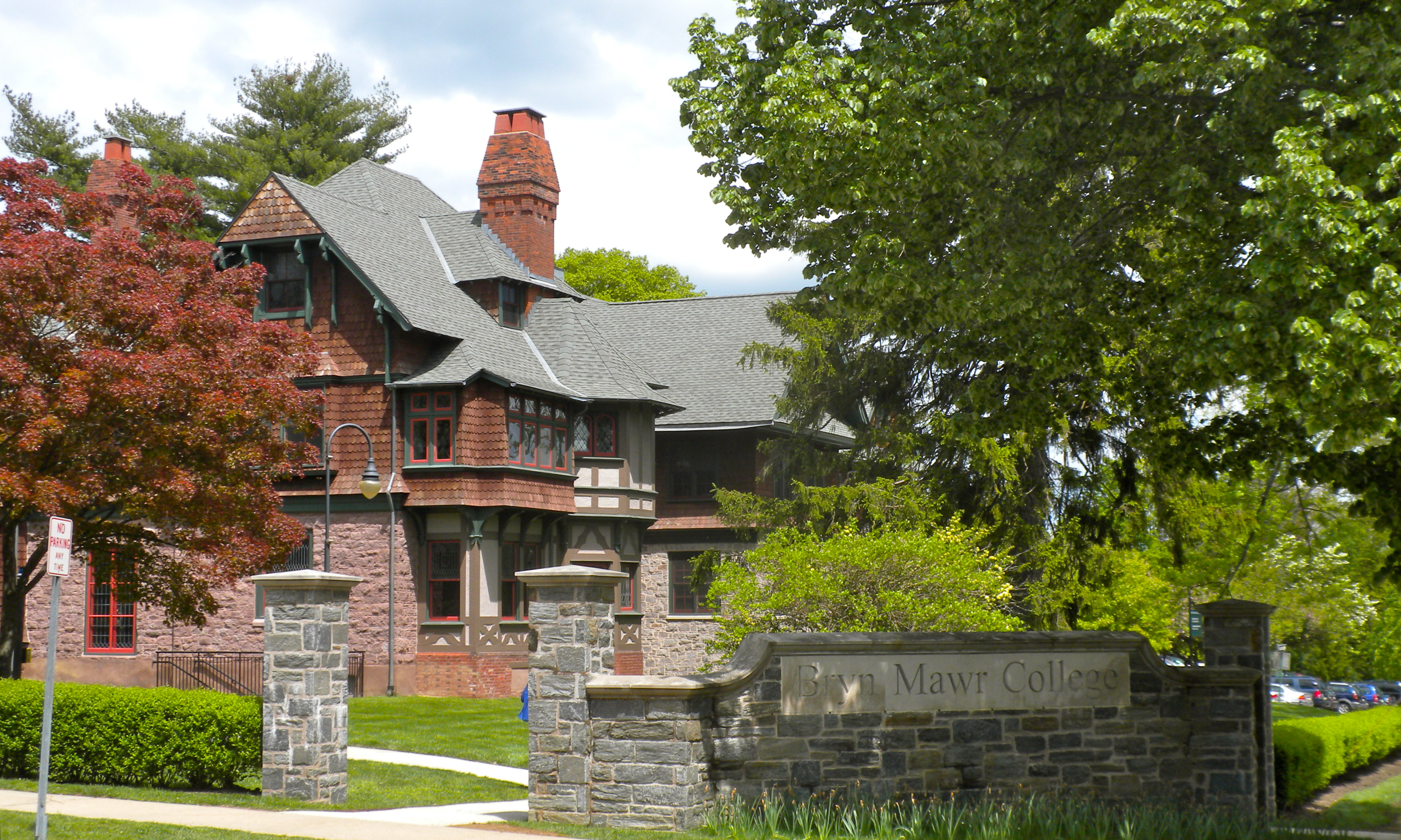
Bryn Mawr College

1933 war Emmy Noether durch das sogenannte Gesetz zur Wiederherstellung des Berufsbeamtentums betroffen, mit dem das Naziregime jüdische und politisch missliebige Beamte aus dem Dienst zu entfernen suchte, obwohl Noether selbst keine verbeamtete Professorin war. Im April 1933 wurde sie – wie fünf weitere jüdische Kollegen in Göttingen, darunter die Mathematiker Max Born, Felix Bernstein und Richard Courant – vom Minister für Wissenschaft, Erziehung und Volksbildung Bernhard Rust „bis zur endgültigen Entscheidung“ aufgrund des Beamtengesetzes beurlaubt.
Obwohl sich Helmut Hasse für Noether einsetzte und Fürsprachen für Noether unter Mathematikerkollegen sammelte, wurde Noether am 13. September 1933 die Lehrbefugnis endgültig entzogen, womit sie ihr kleines Einkommen als Dozentin verlor.
Ohne Einkommen sah sich Noether gezwungen, Deutschland zu verlassen und im Ausland eine Stelle zu suchen. Sie hatte zwei Angebote, eines vom Somerville College der University of Oxford, um dort für ein Trimester zu unterrichten, und eines aus Bryn Mawr, einem Frauencollege in Pennsylvania. Dort sollte sie für das akademische Jahr 1933/34 eine Stelle erhalten. Noether versuchte zunächst, den Aufenthalt in Bryn Mawr zu verschieben, damit sie die Stelle in Oxford antreten könnte. Als sich dies als nicht möglich herausstellte, ging sie in die USA. Parallel zu diesen beiden Angeboten hatte sie auch eine vorläufige Anfrage aus Moskau, ob sie Interesse an einer Professur dort habe, vermutlich initiiert durch die Bemühungen ihres dortigen Freundes, des Topologen Pawel Alexandrow. Obwohl sie auf diese Anfrage antwortete, da ihre langfristige Zukunft ja nicht gesichert war, erhielt sie keine weitere Antwort.
Ende 1933 trat sie die Gastprofessur am Women’s College Bryn Mawr an, ihre erste angemessen bezahlte Stelle. Ab 1934 hielt sie auch Vorträge am Institute for Advanced Study in Princeton. Dort beeinflusste sie mit ihrem Zugang zur Mathematik unter anderem Oscar Zariski, Abraham Adrian Albert und wahrscheinlich auch Nathan Jacobson. In Bryn Mawr unterrichtete Noether Mathematik für Doktorandinnen und Post-Graduierte, darunter Marie Johanna Weiss, Ruth Stauffer, Grace Shover Quinn und Olga Taussky-Todd.
1934 kam sie noch einmal nach Europa und besuchte Emil Artin und ihren Bruder Fritz in Deutschland. Emmy Noether starb am 14. April 1935 im Alter von 53 Jahren an den Folgen einer Unterleibsoperation. Nach ihrer Einäscherung wurde ihre Urne im Kreuzgang der M. Carey Thomas Library auf dem Campus des Bryn Mawr College beigesetzt.

## Schaffen
Emmy Noether gilt als Begründerin der Modernen Algebra. Ihr erstes mathematisches Forschungsgebiet war jedoch die Invariantentheorie, das Spezialgebiet ihres Erlanger Doktorvaters Paul Gordan. Mit einer Arbeit zur Invariantentheorie wurde Emmy Noether 1907 mit summa cum laude promoviert.
Mit dem Aufsatz Invariante Variationsprobleme von 1918 leistete Noether auch Außerordentliches für die Theoretische Physik und legte mit dem Noether-Theorem den Grundstein zu einer neuartigen Betrachtung von Erhaltungsgrößen. Es dauerte eine erhebliche Zeit, bis die Bedeutung dieser Arbeit in der physikalischen Forschung erkannt wurde; heute gilt die Arbeit als ein Meilenstein der Theoretischen Physik.
Anfang der 1920er Jahre änderten sich Noethers Forschungsinteressen entscheidend: Noether wandte sich abstrakten algebraischen Methoden zu, einem Gebiet, das zu der Zeit in der Mathematik eher umstritten war. Gordan hatte Hilberts Beweis seines Basistheorems, der viele Resultate Gordans verallgemeinerte, aber ein reiner Existenzbeweis war, mit den Worten kommentiert, dass dies nicht Mathematik, sondern Theologie sei.
Ein wesentlicher Beitrag Noethers in diesem Bereich war ihre Publikation Idealtheorie in Ringbereichen von 1921, mit dem Noether Ansätze für eine allgemeine Theorie kommutativer Ringe entwickelte. Noethers Arbeiten legten schließlich die Grundlagen für eine moderne Kommutative Algebra, dem Zweig der Algebra, der sich mit kommutativen Ringen, ihren Idealen und den Moduln über diesen Ringen befasst. Die moderne Algebraische Geometrie und die Algebraische Zahlentheorie entwickelten sich auf den Grundlagen der kommutativen Algebra.
Neben ihren Forschungsarbeiten übte Emmy Noether durch ihre Lehre auch bedeutenden Einfluss auf den mathematischen Nachwuchs aus. In Göttingen, damals weltweit führend in mathematischer Forschung, scharte sich ab Mitte der 1920er Jahre eine Reihe begabter Studenten um sie. Diese informelle Gruppe wurde auch als „Noether-Schule“ bezeichnet. Zu ihren Doktoranden zählten Grete Hermann, Jakob Levitzki, Max Deuring, Ernst Witt, dessen offizieller Betreuer Herglotz war, Heinrich Grell, Chiungtze Tsen, Hans Fitting und Otto Schilling. Der Niederländer Bartel Leendert van der Waerden kam auch nach Göttingen, um bei ihr zu studieren. Andere bedeutende Algebraiker in Deutschland, die mit der Noetherschen Schule verbunden waren, waren Emil Artin, Helmut Hasse (mit dem sie den wichtigen Satz von Brauer-Hasse-Noether in der Theorie der Algebren bewies) und Wolfgang Krull.
Noethers Einfluss ist auch im Standard-Einführungswerk Moderne Algebra von Bartel van der Waerden bemerkbar, so schrieb van der Waerden in seinem Werk, dass es auch auf Vorlesungen von Emil Artin und Emmy Noether aufbaue. Noether wird ferner eine entscheidende Rolle bei der Durchsetzung abstrakter algebraischer Methoden in der Topologie zugeschrieben. Dies geschah fast ausschließlich durch mündliche Beiträge, zum Beispiel in den Vorlesungen von Heinz Hopf 1926/27 in Göttingen und in Noethers eigenen Vorlesungen um 1925. Das beeinflusste auch den Topologen Pawel Sergejewitsch Alexandrow, der Göttingen besuchte.

## Ehrungen
Nach Emmy Noether sind folgende mathematische Strukturen und Sätze benannt:
- Noethersche Ordnung: Eine halbgeordnete Menge, die keine unendlichen echt absteigenden Ketten enthält.
- Noethersche Induktion: Eine Variante der transfiniten Induktion.
- Noetherscher Raum: Ein topologischer Raum, in dem eine aufsteigende Kettenbedingung für offene Mengen gilt.
- Noetherscher Modul: Ein R-Linksmodul, in dem jeder Untermodul endlich erzeugt ist.
- Noetherscher Ring: Ein Ring, der als R-Linksmodul und als R-Rechtsmodul noethersch ist.
- Satz von Lasker-Noether: Für jedes echte Ideal in einem noetherschen Ring existiert eine Primärzerlegung.
- Noetherscher Normalisierungssatz: Eine endlich erzeugte Algebra über einem Körper ist endlich über einem Polynomring.
- Noether-Theorem: Zu jeder kontinuierlichen Symmetrie eines physikalischen Systems gehört eine Erhaltungsgröße.
- Satz von Skolem-Noether: Je zwei K-Algebrenhomomorphismen aus einer einfachen Algebra B in eine Azumaya-Algebra A sind konjugiert zueinander.

Weiter sind nach Emmy Noether benannt:
- Das Emmy-Noether-Programm der Deutschen Forschungsgemeinschaft zur Förderung junger Wissenschaftlerinnen und Wissenschaftler
- Die Noether Lecture, eine jährliche Ehrung der Association for Women in Mathematics in den USA für Frauen, die fundamentale und nachhaltige Beiträge zur Mathematik geleistet haben, und die ICM Emmy Noether Lecture der International Mathematical Union, gehalten auf dem Internationalen Mathematikerkongress
- Der Emmy-Noether-Campus der Universität Siegen am Fischbacherberg, auf dem die Fachbereiche der Mathematik und der Physik beheimatet sind
- Das Emmy-Noether-Gymnasium, ein Gymnasium in Berlin Treptow-Köpenick
- Das Emmy-Noether-Gymnasium (Erlangen), ein naturwissenschaftlich-technologisches Gymnasium in Erlangen-Bruck

- Die Emmy-Noether-Gesamtschule Kaarst, eine Gesamtschule in Büttgen (Kaarst).

- Die Emmy-Noether-Schule, eine Gesamtschule[34] in Neuenkirchen (Kreis Steinfurt).
- Ein großer Hörsaal im mathematischen Institut der Universität Erlangen-Nürnberg
- Der Krater Nöther auf der Rückseite des Mondes
- Der Hauptgürtel-Asteroid (7001) Noether
- Der Emmy-Noether Verein e. V. mit Buch Publikationen im MINT Verlag Bad Wörishofen
- Straßen und Wege in zahlreichen Städten, unter anderem in Bonn,[35] Braunschweig, Bremen, Erlangen, Freiburg,[36] Göttingen (1985)[37][38], Hannover, Heidelberg, Karlsruhe, Köln, Landsberg am Lech, Leverkusen,[39] Lüneburg, München[40], Nürnberg und Neu-Ulm. In Unterschleißheim gibt es einen Emmy-Noether-Ring, was als Anspielung auf Noethers Arbeitsgebiet verstanden werden kann.

Weitere Ehrungen:

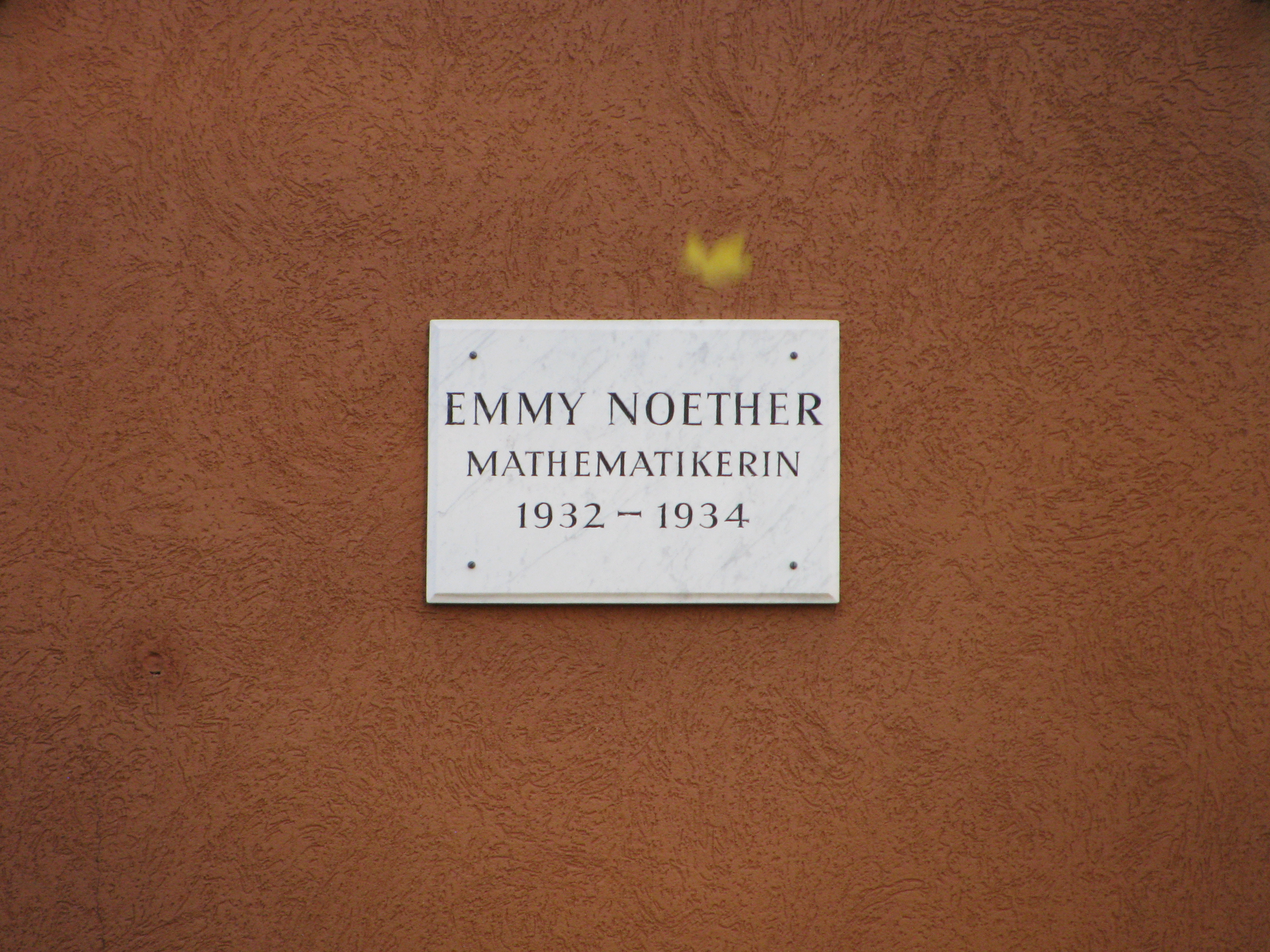
Göttinger Gedenktafel am Haus von Noethers letztem Göttinger Wohnort, Stegemühlenweg 51

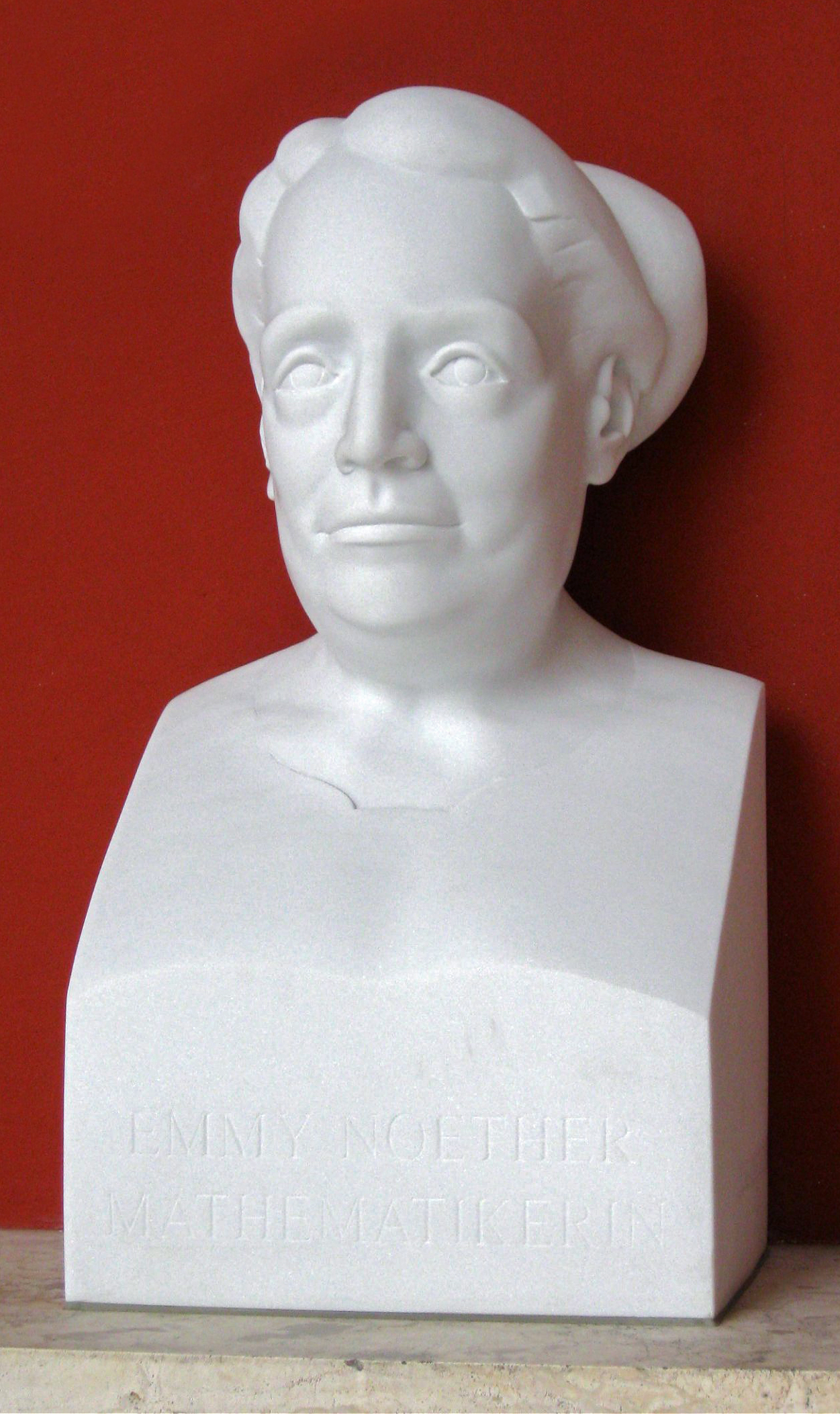
Marmorbüste von 2009 in der Ruhmeshalle in München

- Besonders zahlreich waren und sind Ehrungen Emmy Noethers in ihrem ehemaligen Wirkungsort Göttingen: Hier gab es seit den 1980er Jahren mehrere Ausstellungen über Leben und Wirken Emmy Noethers.[37] Neben dem 1985 in einem Neubaugebiet des Ortsteils Weende eingerichteten „Emmy-Noether-Weg“[38] wird ihrer seit 1978 durch eine Göttinger Gedenktafel an ihrem letzten Wohnhaus Stegemühlenweg 51[41][42]Marmorbüste von 2009 in der Ruhmeshalle in München[37] und ein in den 2000er Jahren gestaltetes Schaufenster im ehemaligen Stadtbad-Areal (Robert-Gernhardt-Platz)[43] gedacht. Ferner heißt seit 1985 der Aufenthaltsraum im Keller ihres ehemaligen Göttinger Institutsgebäudes in der Bunsenstraße 3/5 „Emmy Noether Raum“.[37][44] Im universitären Tagungs- und Veranstaltungsgebäude Alte Mensa (Wilhelmsplatz 3) gibt es einen „Emmy-Noether-Saal“.[45] 2020 und 2024 sprachen sich studentische Gruppierungen der Georg-August-Universität Göttingen dafür aus, dass diese in „Emmy-Noether-Universität“ umbenannt werden soll.[46][47][48][49]
- Seit April 2009 steht eine von dem Bildhauer Matthias Gangkofner geschaffene Porträtbüste aus Marmor in der Ruhmeshalle in München.[50]
- Eine – literarisch freie – Würdigung ihres Lebens und Wirkens findet sich im Roman Abendland (2007) von Michael Köhlmeier.
- Am 23. März 2015, zum 133. Geburtstag, würdigte Google Emmy Noether mit einem eigenen Google Doodle: „Noether-Doodle“.[51]
- Der Supercomputer Emmy des Norddeutschen Verbundes für Hoch- und Höchstleistungsrechnen (HLRN) in Göttingen ist nach Emmy Noether benannt.[52] Er belegte unter den 500 schnellsten Rechnern der Welt im Jahr 2020 den 47. Platz.[53]

## Werke (Auswahl)
- Über die Bildung des Formensystems der ternären biquadratischen Form. Erlangen 1908, OCLC 313561222 (Inaugural-Dissertation Universität Erlangen 1907, 72 Seiten).
- Der Endlichkeitssatz der Invarianten Endlicher Gruppen. In: Mathematische Annalen. 77, 1915, S. 89–92, GDZ
- Invariante Variationsprobleme. In: Nachr. D. König. Gesellsch. D. Wiss. Zu Göttingen, Math-phys. Klasse. Weidmannsche Buchhandlung, Berlin 1918, S. 235–257, Volltext bei Wikisource
- Idealtheorie in Ringbereichen. In: Mathematische Annalen. 83, 1921, S. 24–66, GDZ
- Abstrakter Aufbau der Idealtheorie in algebraischen Zahl- und Funktionenkörpern. In: Mathematische Annalen. 96 (1): S. 26–61, Göttingen 1927, doi: 10.1007/BF01209152
- Nathan Jacobson (Hrsg.): Gesammelte Abhandlungen / Collected Papers. Springer, Berlin u. a. 1983, ISBN 3-540-11504-8.
- Franz Lemmermeyer, Peter Roquette (Hrsg.): Helmut Hasse und Emmy Noether. Die Korrespondenz 1925–1935. (PDF; 4 MB). Universitätsverlag Göttingen, Göttingen 2006, ISBN 3-938616-35-0.

### Lexikonartikel und kurze biografische Artikel
- Rudolf Fritsch: Noether, Amalie Emmy. In: Neue Deutsche Biographie (NDB). Band 19, Duncker & Humblot, Berlin 1999, ISBN 3-428-00200-8, S. 320 f. (Digitalisat).
- Michaela Karl: Emmy Noether: Die Mutter der Neuen Algebra. In: Bayerische Amazonen – 12 Porträts. Pustet, Regensburg 2004, ISBN 3-7917-1868-1, S. 84–96.
- Clark Kimberling: Emmy Noether. In: American Mathematical Monthly. Februar 1972, S. 136.
- Knut Radbruch: Emmy Noether:Mathematikerin mit hellem Blick in dunkler Zeit. (PDF; 1,3 MB). In: Erlanger Universitätsreden. Nr. 71/2008, 3. Folge.
- Bartel L. van der Waerden: Nachruf auf Emmy Noether. In: Mathematische Annalen. Band 111, 1935, S. 469–476.

### Biografien
- James Brewer, Martha K. Smith (Hrsg.): Emmy Noether. A Tribute to Her Life and Work. Dekker, New York 1981 (darin von Clark Kimberling: Emmy Noether and her Influence. S. 3–61).
- Auguste Dick: Emmy Noether. 1882–1935 (= Elemente der Mathematik. Kurze Mathematiker-Biographien, Beih. 13). Birkhäuser, Basel 1970, DNB 456448861.
  - Englische Übersetzung, Birkhäuser 1981.
- Lars Jaeger: Emmy Noether. Ihr steiniger Weg an die Weltspitze der Mathematik. Biografie. Südverlag GmbH, Konstanz 2022, ISBN 978-3-87800-161-4.
- David E. Rowe, Mechthild Koreuber: Proving It Her Way. Emmy Noether, a Life in Mathematics. Springer, Cham 2020, ISBN 978-3-030-62810-9.
- Margaret B. W. Tent: Emmy Noether. The Mother of Modern Algebra. A. K. Peters, Wellesley, Massachusetts, 2008, ISBN 978-1-56881-430-8.
- Cordula Tollmien: Die Lebens- und Familiengeschichte der Mathematikerin Emmy Noether in Einzelaspekten 1/2021: „Kann eine Frau Privatdozentin werden?“ – die Umfrage des Preußischen Kultusministeriums zur Habilitation von Frauen 1907. tredition, Hamburg 2021, ISBN 978-3-347-05156-0.
- Cordula Tollmien: Die Lebens- und Familiengeschichte der Mathematikerin Emmy Noether in Einzelaspekten 2/2021: „Wir bitten nur um Dispens für den vorliegenden einzigartig liegenden Fall.“ Die Habilitation Emmy Noethers. tredition, Hamburg 2021, ISBN 978-3-7497-7453-1.

### Wissenschaftsgeschichte
- Alain Herreman: Topology becomes algebraic with Emmy Noether. Linear combinations and the algebraisation of topology (= Preprint. MPI für Wissenschaftsgeschichte, Band 106). Berlin 1998, DNB 956466419.
- Johanna Klatt: Amalie Emmy Noether. Emmy und „ihre Jungs“. In: Stine Marg, Franz Walter (Hrsg.): Göttinger Köpfe und ihr Wirken in die Welt. Vandenhoeck & Ruprecht, Göttingen 2012, ISBN 978-3-525-30036-7, S. 73–80.
- Mechthild Koreuber: Emmy Noether, die Noether-Schule und die Moderne Algebra. Zur Geschichte einer kulturellen Bewegung (= Mathematik im Kontext.) Springer, Spektrum, Heidelberg 2015, ISBN 978-3-662-44149-7 (Dissertation TU Braunschweig 2014, 368 Seiten).
- Peter Roquette: The Brauer-Hasse-Noether Theorem in Historical Perspective (= Schriften der Mathematisch-naturwissenschaftlichen Klasse der Heidelberger Akademie der Wissenschaften. 15). Springer, Berlin u. a. 2005, ISBN 3-540-23005-X.
- Reinhard Siegmund-Schultze: Göttinger Feldgraue, Einstein und die verzögerte Wahrnehmung von Emmy Noethers Sätzen über invariante Variationsprobleme (1918). In: Mitteilungen DMV. Band 19, 2011, S. 100–104, ISSN 0947-4471, doi:10.1515/dmvm-2011-0046 (free access).
- Reinhard Siegmund-Schultze: Emmy Noether – „das Experiment, eine Frau zum Ordinarius zu machen“. In: Mitteilungen DMV. Band 25, 2017, S. 157–163, doi:10.1515/dmvm-2017-0047 (free access).
- Renate Tobies: Emmy Noether – „Meine Herren, eine Universität ist doch keine Badeanstalt!“. In: Spektrum der Wissenschaft. August 2004, S. 70–77.
- Cordula Tollmien: „Sind wir doch der Meinung, daß ein weiblicher Kopf nur ganz ausnahmsweise in der Mathematik schöpferisch tätig sein kann …“ – eine Biographie der Mathematikerin Emmy Noether (1882–1935) und zugleich ein Beitrag zur Geschichte der Habilitation von Frauen an der Universität Göttingen. In: Göttinger Jahrbuch. 38, 1990, S. 153–219, ISSN 0072-4882.
- Bartel L. van der Waerden: The school of Hilbert and Emmy Noether. In: Bulletin of the London Mathematical Society. Band 15, 1983, S. 1–7.
- Bartel L. van der Waerden: A History of Algebra. From al-Khwarizmi to Emmy Noether. Springer, Berlin u. a. 1985, ISBN 3-540-13610-X.